# Adolphus Washington
Adolphus Washington (Cincinnati, 24 novembre 1994) è un giocatore di football americano statunitense che milita nel ruolo di defensive end per i Buffalo Bills della National Football League (NFL).

## Biografia

### Buffalo Bills
Al college, Washington giocò a football con gli Ohio State Buckeyes dal 2012 al 2015 il campionato NCAA nel 2014. Fu scelto nel corso del terzo giro (80º assoluto) nel Draft NFL 2016 dai Buffalo Bills. Debuttò come professionista partendo come titolare nella gara del primo turno contro i Baltimore Ravens.

## Statistiche
| Partite totali      | 2 |
| Partite da titolare | 2 |
| Tackle totali       | 3 |
| Sack                | 0 |
| Intercetti          | 0 |
| Fumble forzati      | 0 |